# Psileschara maderensis
Psileschara maderensis är en mossdjursart som beskrevs av George Busk 1861. Psileschara maderensis ingår i släktet Psileschara och familjen Phidoloporidae. Inga underarter finns listade i Catalogue of Life.